# Keller (Familienname)

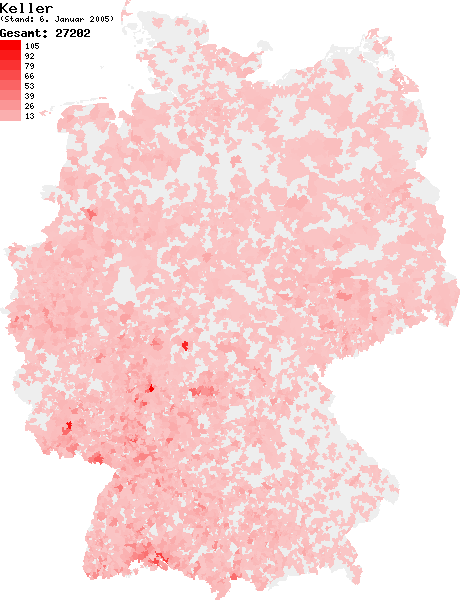
Verteilung des Namens Keller in Deutschland

Keller ist ein deutschsprachiger Familienname.

## Herkunft und Bedeutung
Keller war ursprünglich eine Berufs- oder Amtsbezeichnung. Der Keller, Kellerer, Kellermann, Kellermeister oder Kellner, mittellateinisch cellarius, war ein mittelalterlicher Ministeriale, also eine Art Beamter, der für die wirtschaftlichen und finanziellen Belange eines Grundherrn verantwortlich war.

## Häufigkeit
In der Schweiz ist Keller mit 23'197 Vertretern der vierthäufigste Familienname in der Schweiz (Stand: 2022).

## Varianten
- Kellner

## Namensträger

### A
- Aaron Keller (Eishockeyspieler) (* 1975), japanischer Eishockeyspieler kanadischer Herkunft
- Aaron Keller (Schauspieler) (* 1993), deutscher Schauspieler
- Aaron Keller (Fussballspieler) (* 2004), Schweizer Fußballspieler
- Adalbert Keller (* 1959), deutscher Theologe
- Adelbert von Keller (1812–1883), deutscher Germanist und Romanist
- Adolf Keller (Generalleutnant) (1813–1891), deutscher Generalleutnant
- Adolf Keller (Theologe) (1872–1963), Schweizer evangelisch-reformierter Theologe
- Adolf Keller (Mediziner) (1879–1969), Schweizer Arzt
- Adolph Keller, deutscher Architekt
- Al Keller (1920–1961), US-amerikanischer Rennfahrer
- Albert von Keller (1844–1920), Schweizer Maler
- Albert Keller (Politiker) (1885–1962), Schweizer Textilunternehmer, Gemeindepräsident, Kantonsrat und Nationalrat
- Albert Keller (Theologe) (1932–2010), deutscher Theologe und Philosoph
- Albert Keller-Dorian (1846–1924), französischer Ingenieur und Unternehmer
- Albert Galloway Keller (1874–1956), US-amerikanischer Soziologe an der Yale University
- Alessandra Keller (* 1996), Schweizer Mountainbikerin
- Alexander Keller (Maler) (?–1932), deutscher Maler und Zeichner
- Alexander Keller (Manager) (* 1968), deutscher Ingenieur und Wirtschaftsmanager
- Alfred Keller (Architekt) (1875–1945), österreichischer Architekt
- Alfred Keller (Bildhauer) (1877–??), österreichischer Bildhauer
- Alfred Keller (1882–1974), deutscher General
- Alfred Keller (Modellbauer) (1902–1955), deutscher Bildhauer, Modellbauer und Dermoplastiker
- Alfred Keller (Komponist) (1907–1987), Schweizer Komponist und Dirigent
- Alice Keller (Wirtschaftswissenschaftlerin) (1896–1992), schweizerische Wirtschaftswissenschaftlerin und Frauenrechtlerin
- Alice Keller (* 1964), britisch-schweizerische Bibliothekarin, Autorin und Lektorin
- Aline Vasquez-Keller (* 1981), deutsch-israelische Schauspielerin
- Alois Keller (1788–1866), deutscher Maler
- Alwine von Keller (1878–1965), deutsche Pädagogin und Psychoanalytikerin
- Ambrosius Keller (um 1440–??), deutscher Drucker und Buchbinder
- Andrea Keller (Politikerin), deutsche Politikerin (Bündnis 90/Die Grünen)
- Andrea Keller (Juristin) (* 1964), deutsche Juristin
- Andrea Keller (Musikerin) (* 1973), australische Jazzmusikerin
- Andrea Keller (Publizistin) (* 1981), Schweizer Kulturpublizistin und Künstlerin
- Andrea Keller (Radsportlerin) (* 1983/1984), Schweizer Kunstradfahrerin
- Andreas Keller (1503–1562), deutscher Theologe und Reformator, siehe Andreas Cellarius (Theologe)
- Andreas Keller (um 1595–1665),  deutscher Astronom, Mathematiker und Kosmograph, siehe Andreas Cellarius (Astronom)
- Andreas Keller (Theologe, 1765) (1765–1835), Schweizer Pfarrer und Autor
- Andreas Keller (Musikwissenschaftler) (* 1944), deutsche Musikwissenschaftler und Intendant
- Andreas Keller (Ingenieur) (* 1950), deutscher Ingenieur und Hochschullehrer
- Andreas Keller (Schauspieler) (* 1958), deutscher Schauspieler
- Andreas Keller (Hockeyspieler) (* 1965), deutscher Hockeyspieler
- Andreas Keller (Gewerkschafter) (* 1965), deutscher Politikwissenschaftler und Gewerkschafter
- Andreas Keller (Schlagzeuger) (* 1967), deutscher Musiker
- Anna Keller (vor 1572–1596), deutsche Dichterin, siehe Anna Wecker
- Anna Keller (Frauenrechtlerin) (1879–1962), Schweizer Frauenrechtlerin
- Anton Keller (Maler, 1775) (1775–nach 1826), deutscher Maler
- Anton Keller (Glockengießer), deutscher Stück- und Glockengießer
- Anton Keller (Maler, 1831) (1831–1852), Schweizer Maler
- Anton Keller (Unternehmer) (1850–1924), österreichischer Unternehmer
- Anton Keller (Politiker, 1920) (1920–??), deutscher Politiker (CDU)
- Anton Keller (Politiker, 1934) (1934–2025), Schweizer Politiker (CVP)
- Anton Leodegar Keller (1673–1752), Schweizer Politiker
- Antônio Carlos Rossi Keller (* 1953), brasilianischer Geistlicher, Bischof von Frederico Westphalen
- Arnold Keller (Generalstabschef) (1841–1934), Schweizer Militär
- Arnold Keller (Numismatiker) (1897–1972), deutscher Numismatiker
- Arthur Keller (1868–1934), deutscher Mediziner
- August Keller (Dichter) (1868–1950), Schweizer Lehrer, Dichter und Liedtexter
- August Keller (Heimatforscher) (1870–1957), deutscher Pädagoge und Heimatforscher
- August Keller (Politiker) (1877–1953), Mitglied des Provinziallandtages der Provinz Hessen-Nassau
- Augustin Keller (General) (1754–nach 1799), Schweizer General
- Augustin Keller (Politiker) (1805–1883), Schweizer Politiker
- Axel Keller (* 1977), deutscher Fußballspieler

### B
- Balthasar Keller (1638–1702), schweizerisch-französischer Erzgießer
- Barbara Keller (Psychologin), deutsche Psychologin
- Barbara Keller (Leichtathletin) (* 1959), deutsche Langstreckenläuferin
- Barbara Keller-Inhelder (* 1968), Schweizer Politikerin (SVP)
- Barbara Wälchli-Keller (* 1953), Schweizer Textildesignerin und Malerin
- Beat Keller (Bibliothekar) (1598–1663), Bibliothekar des Klosters St. Gallen
- Beat Keller (Molekularbiologe) (* 1958), Schweizer Molekularbiologe
- Beat Keller (Politiker) (* 1966), Schweizer Politiker (CVP)
- Bernd Keller (* 1944), Präsident des Fußballvereins FC Erzgebirge Aue
- Berndt Keller (* 1946), deutscher Soziologe und Verwaltungswissenschaftler
- Bernhard Keller (Abt) (1608–1660), Schweizer Abt
- Bernhard Keller (Mathematiker) (* 1962), Mathematiker und Hochschullehrer
- Bernhard Keller (Kameramann) (* 1967), deutscher Kameramann
- Bernhard Keller (Triathlet), österreichischer Triathlet
- Bernhard Jott Keller (* 1950), deutscher Maler
- Berthold Keller (1927–2012), deutscher Gewerkschafter
- Bettina Keller (Politikerin) (* 1969), Schweizer Politikerin (Grüne)
- Bettina G. Keller (* 1980), Chemikerin und Hochschullehrerin
- Bill Keller (* 1949), US-amerikanischer Journalist
- Birgit Keller (* 1959), deutsche Politikerin (SED/PDS/Die Linke), siehe Birgit Pommer
- Birgit Keller (Journalistin) (* 1966), deutsche Journalistin und Fernsehmoderatorin
- Boris Maximowitsch Keller (1912–1997), sowjetisch-russischer Geologe und Paläontologe
- Brian Keller (* 1995), Person im Schweizer Jusitzfall «Carlos»
- Bruce Keller (* 1960), kanadisch-deutscher Eishockeytrainer
- Bruno Keller (* 1948), Schweizer Architekt
- Burkhard Keller (* 1958), deutscher Handballspieler und -trainer

### C
- Carl Keller (Jurist) (1864–1927), Schweizer Jurist
- Carl Keller-Escher (1851–1916), Schweizer Apotheker, Pharmaziehistoriker und Genealoge
- Carl-Albert Keller (1920–2008), Schweizer Theologe
- Carl Tilden Keller (1872–1955), US-amerikanischer Geschäftsmann
- Carl Urban Keller (1772–1844), deutscher Jurist, Maler und Kunstmäzen
- Carlos Keller Rueff (1897–1974), chilenischer Journalist und Schriftsteller
- Carlos Parteli Keller (1910–1999), uruguayischer Geistlicher, Erzbischof von Montevideo
- Carsten Keller (Hockeyspieler) (* 1939), deutscher Feldhockeyspieler
- Carsten Keller (Sozialwissenschaftler) (* 1971), deutscher Stadt- und Regionalsoziologe
- Catherine Keller (* 1953), US-amerikanische Theologin
- Charlie Keller (1916–1990), US-amerikanischer Baseballspieler
- Christian Keller (Mediziner) (1858–1934), dänischer Mediziner
- Christian Keller (Politiker, 1968) (* 1968), Schweizer Politiker (Grüne)
- Christian Keller (Schwimmer) (* 1972), deutscher Schwimmer
- Christian Keller (Politiker, 1975) (* 1975), Schweizer Politiker (SVP)
- Christian Keller (Fußballfunktionär) (* 1978), deutscher Fußballfunktionär
- Christian Keller (Fußballspieler) (* 1980), dänischer Fußballspieler
- Christian Keller (Regisseur) (* 1986), Schweizer Filmregisseur und Produzent
- Christine Keller (* 1959), Schweizer Juristin und ehemalige Nationalrätin
- Christoph Keller, bürgerlicher Name von Christoph Cellarius (1638–1707), deutscher Rhetoriker und Hochschullehrer
- Christoph von Keller (1757–1827), deutscher Politiker
- Christoph Keller (Theologe) (1940–2015), deutscher Geistlicher und Theologe
- Christoph Keller (Musiker) (* 1950), Schweizer Pianist, Publizist und Musikproduzent
- Christoph Keller (Journalist) (* 1959), Schweizer Journalist, Radioreporter und Autor
- Christoph Keller (Schriftsteller) (* 1963), Schweizer Schriftsteller
- Christoph Keller (Politiker) (* 1963), Schweizer Politiker (SVP), Landrat in Nidwalden
- Christoph Keller (Künstler) (* 1967), deutscher Künstler
- Christoph Keller (Verleger) (* 1969), deutscher Verleger
- Christoph Dietrich von Keller (1699–1766), deutscher Politiker und Diplomat
- Christoph J. Keller (* 1959), deutscher Komponist, Pianist, Musikpädagoge und Musikrezensent
- Christoph Jacob Keller (1758–1820), deutscher Maler
- Claudia Keller (auch Claudia Klein; * 1944), deutsche Schriftstellerin
- Claus Keller, deutscher Kirchenlieddichter
- Clayton Keller (* 1998), US-amerikanischer Eishockeyspieler
- Conrad Keller (Bankdirektor) (1836–1892), Schweizer Bankdirektor
- Conrad Keller (Zoologe) (1848–1930), Schweizer Zoologe
- Conrad Keller (Bildhauer) (1879–1948), deutscher Bildhauer
- Constantin Keller (Geistlicher) (1778–1864), österreichischer Ordensgeistlicher
- Constantin Keller (Schauspieler) (* 2002), deutscher Schauspieler
- Cordula Keller (* 1968), deutsche Ruderin
- Corina Keller (* 1994), Schweizer Unihockeyspielerin
- Cornelius Keller (1931–1994), deutscher Chemiker
- Curt Keller (1918–1992), französischer Fußballspieler

### D
- Daniel Keller (Politiker) (* 1986), deutscher Politiker und Sportfunktionär
- Daniel Keller (Unihockeyspieler) (* 1999), Schweizer Unihockeyspieler
- Daniel Keller (Offizier), Schweizer Divisionär
- David Emil von Keller (1871–1946), Schweizer Maler und Heraldiker
- David H. Keller (1880–1966), US-amerikanischer Schriftsteller
- Debbie Keller (* 1975), US-amerikanische Fußballspielerin
- Detlef Keller (* 1959), deutscher Musiker
- Dieter Keller (Verleger) (1909–1985), deutscher Verleger, Fotograf, Druckereileiter und Kunstsammler
- Dieter Keller (Schachspieler) (* 1936), Schweizer Schachspieler
- Dietmar Keller (* 1942), deutscher Politiker (SED)
- Dietrich Keller (* 1943), deutscher Basketballspieler
- Doris Keller (* 1972), Sportmanagerin und Direktorin der UEFA Women’s EURO 2025
- Dorotheus Ludwig von Keller (1757–1827), deutscher Politiker, siehe Christoph von Keller
- Douglas Keller (1922–2004), australischer Rugby-Union-Spieler
- Dr. Keller, Tarnname von Heinrich Bunke (1914–2001), deutscher Arzt

### E
- Edith Keller-Herrmann (1921–2010), deutsche Schachspielerin
- Eduard von Keller (1796–1877), deutscher Verwaltungsbeamter
- Eduard Keller (Violinist) (1815–1904), deutscher Violinist, Musikpädagoge und Musikprofessor in Stuttgart
- Eduard Keller (Politiker) (1833–1890), dalmatinischer Politiker des österreichischen Abgeordnetenhauses
- Eduard Keller (Architekt) (1890–1954), Schweizer Architekt und Schriftsteller
- Eduard Keller (Musikverleger) (1944–2013), Schweizer Musikverleger im Bereich Jazz und Blues
- Edwin Keller-Venton (1930–1990), Schweizer Maler, Grafiker und Illustrator
- Ella Keller (1875–1929), Schweizer Zeichnerin, Entwerferin und Kunsthandwerkerin
- Emanuela Keller (* 1964), deutsche Ärztin und Hochschullehrerin
- Emil Keller (Politiker) (1878–1965), Schweizer Politiker (FDP)
- Emil Wolfgang Keller (1932–2017), deutscher Volkswirt, Unternehmer und Politiker (CDU)
- Emile Keller, elsässischer Priester, Politiker und Mitglied der französischen Nationalversammlung von Februar 1871
- Emma Keller (* 1898), deutsche Politikerin (SPD)
- Enrico Keller (* 1978), deutscher Fußballspieler
- Erhard Keller (* 1944), deutscher Eisschnellläufer
- Erich Keller (Theologe) (1894–1977), deutscher nationalsozialistischer Theologe, Schulleiter und Hochschullehrer
- Erich Keller (Komponist) (1918–2010), deutscher Musiker, Komponist und Dirigent
- Erich Keller (Maler) (1919–2010), deutscher Maler, Bildhauer und Grafiker
- Erich Keller (Historiker) (* 1968), Schweizer Historiker
- Ernst Keller (Ritterschaftsrat), Verwalter und 1890–1892 Besitzer der Güter Groß- und Kleinziethen
- Ernst Keller (Schriftsteller) (1851–1926), deutscher Gemeinderechner und Schriftsteller
- Ernst Keller (Fabrikant) (1860–1912), Schweizer Fabrikant
- Ernst Keller (Apotheker) (1883–1969), deutscher Apotheker und Sammler frühgeschichtlicher Exponate
- Ernst Keller (Maler) (1887–1966), deutscher Maler
- Ernst Keller (Grafiker) (1891–1968), Schweizer Grafiker
- Ernst Keller (Politiker, Januar 1900) (1900–1945), deutscher Politiker (NSDAP)
- Ernst Keller (Politiker, September 1900) (1900–1963), deutscher Politiker (FDP)
- Ernst Keller (Eiskunstläufer), Schweizer Eiskunstläufer
- Ernst Keller (Agrarwissenschaftler) (Ernst Robert Keller; 1921–2009), Schweizer Agrarwissenschaftler und Hochschullehrer
- Ernst Keller (Germanist) (1931–2006), Schweizer Germanist
- Erwin Keller (Hockeyspieler) (1905–1971), deutscher Hockeyspieler
- Erwin Keller (Archäologe) (1937–2014), deutscher Archäologe
- Erwin Keller-Fischer (1931–2012), Schweizer Architekt, Maler und Lehrer
- Esther Keller (* 1984), Schweizer Moderatorin, Autorin und Politikerin der Grünliberalen Partei
- Eugen von Keller (1843–1938), deutscher Generalleutnant
- Eugen Keller (Theaterintendant) (1880–1948), Schweizer Theaterintendant, Schauspieler und Regisseur
- Eugen Keller (Maler) (1904–1995), deutscher Maler und Bildhauer
- Eugen Keller (Politiker) (1925–2020), Schweizer Politiker (CVP)
- Eva Keller (Journalistin) (* 1972), deutsche Journalistin
- Eva B. Keller (* 1956), Schweizer Politikerin (SP) und Kantonsrätin
- Eva Maria Keller (Schauspielerin, 1948) (* 1948), deutsche Schauspielerin
- Eva-Maria Keller (Schauspielerin, 1956) (* 1956), deutsche Schauspielerin
- Evelyn Fox Keller (1936–2023), US-amerikanische Physikerin, Philosophin und Feministin

### F
- Fabienne Keller (* 1959), französische Politikerin
- Felix Keller (* 1975), Schweizer Politiker (FDP)
- Felix Keller-Meikirch (1924–2018), Schweizer Maler
- Ferdinand Keller (Altertumsforscher) (1800–1881), Schweizer Archäologe und Altertumsforscher
- Ferdinand Keller (Maler) (1842–1922), deutscher Maler
- Ferdinand Keller (Moderator) (1936–2002), deutscher Radiomoderator
- Ferdinand Keller (Fußballspieler) (1946–2023), deutscher Fußballspieler
- Fernanda Keller (* 1963), brasilianische Triathletin
- Fjodor Eduardowitsch Keller (1850–1904), russischer Generalleutnant
- Florian Keller (Eishockeyspieler) (* 1976), deutscher Eishockeyspieler
- Florian Keller (Hockeyspieler) (* 1981), deutscher Hockeyspieler
- Florian Keller (Politiker) (* 1983), Schweizer Politiker (Alternative Linke)
- François Keller (* 1973), französischer Fußballspieler und -trainer
- Frank P. Keller (1913–1977), US-amerikanischer Filmeditor
- Franz Keller (Baumeister) (1682–1724), deutscher Baumeister
- Franz Keller (Amtmann) (1773–1838), deutscher Amtmann
- Franz Keller (Maler, 1800) (1800–1883), Schweizer Glasmaler und Ordensgeistlicher
- Franz Keller (Ingenieur) (1807–1870), deutscher Eisenbahningenieur
- Franz Keller (Kupferstecher) (1821–1896), deutscher Kupferstecher
- Franz Keller (Heimatforscher) (1852–1938), deutscher Arzt, Heimatforscher und Funktionär im Schwäbischen Albverein („Rosensteindoktor“)
- Franz Keller (Theologe) (1873–1944), deutscher katholischer Moraltheologe
- Franz Keller (Sportfunktionär), deutscher Sportfunktionär, Präsident des FC Bayern München 1938–1943
- Franz Keller (Psychologe) (1913–1991), Schweizer Psychologe
- Franz Keller (Schauspieler) (* 1922), Schweizer Schauspieler
- Franz Keller (Maler, 1923) (1923–1996), Schweizer Maler und Zeichner
- Franz Keller (Winzer) (1927–2007), deutscher Winzer, Weinhändler, Gastronom und Hotelier
- Franz Keller (Geologe), Geologe
- Franz Keller (Skisportler) (* 1945), deutscher Nordischer Kombinierer
- Franz Keller (Koch) (* 1950), deutscher Koch
- Franz Keller-Leuzinger (1835–1890), deutscher Forschungsreisender, Maler und Ingenieur
- Franz Anton Keller (1772–1838), deutscher Verwaltungsjurist
- Franz Carl Keller (1847–1907), österreichischer Ornithologe
- Franz-Emil Keller (1843–1925), deutscher Orgelbauer
- Franz Jacob Isidor Keller (1790–1859), deutscher Kaufmann und Mitglied der kurhessischen Ständeversammlung
- Franz Josef Keller (1902–1982), deutscher Archäologe, Landeskonservator des Saarlandes
- Franz Xaver Keller (Bildhauer) (1752–1827), deutscher Bildhauer
- Franz Xaver Keller (Schultheiss) (1772–1816), Schweizer Schultheiß
- Franziska Keller (* 1981), deutsche Politikerin, siehe Ska Keller
- Fred Keller (Regisseur) (* 1954), US-amerikanischer Regisseur und Filmproduzent
- Fred Keller (Politiker) (* 1965), US-amerikanischer Politiker
- Fred S. Keller (1899–1996), US-amerikanischer Psychologe
- Fredy Keller (* 1967), Schweizer Berufsoffizier
- Frieda Keller (1879–1942), verurteilte Kindsmörderin sowie Schneiderin und Näherin
- Friedrich Keller (Sänger) (um 1775–1807), deutscher Schauspieler und Sänger
- Friedrich Keller (Politiker, 1814) (1814–1867), deutscher Offizier und Politiker, MdL Baden
- Friedrich Keller (Templer) (1838–1913), deutscher Templer
- Friedrich von Keller (Maler) (1840–1914), deutscher Maler
- Friedrich Keller (1850–1923), deutscher Forstmann und Politiker, MdR, siehe Fritz von Keller
- Friedrich Keller (Musiker) (auch Fritz Keller; 1872–1959), deutscher Bratschist
- Friedrich von Keller (Diplomat) (1873–1960), deutscher Diplomat
- Friedrich Keller (Maler) (1906–1995), Schweizer Maler, Zeichner und Musiker
- Friedrich Keller (Politiker, 1943) (1943–2017), deutscher Politiker (SPD), Landrat von Offenbach
- Friedrich Keller-Wiedmer (1866–1944), Schweizer Fabrikant
- Friedrich Eduard Keller (1859–1929), deutscher Schriftsteller und Wassersportler
- Friedrich Gottlob Keller (1816–1895), deutscher Erfinder
- Friedrich Ludwig Keller (1799–1860), Schweizer Jurist und Politiker
- Fritz von Keller (1850–1923), deutscher Forstmann, Mitglied des Reichstags
- Fritz Keller (Architekt) (1878–1938), österreichischer Architekt
- Fritz Keller (Architekt, II), deutscher Architekt
- Fritz Keller (Priester) (1891–1943), deutscher katholischer Priester und Widerstandskämpfer
- Fritz Keller (Fußballspieler) (1913–1985), französischer Fußballspieler
- Fritz Keller (Maler) (1915–1994), deutscher Maler
- Fritz Keller (Innenarchitekt) (1917–2013), Schweizer Innenarchitekt und Designer
- Fritz Keller (Historiker) (1950–2023), österreichischer Historiker
- Fritz Keller (Jurist) (* 1954), deutscher Jurist, Präsident des Thüringer Landessozialgerichts 2017 bis Januar 2020
- Fritz Keller (Fußballfunktionär) (* 1957), deutscher Fußballfunktionär, Winzer, Weinhändler, Gastronom und Hotelier
- Fritz Brunner-Keller (1919–2005), Schweizer Heraldiker und Glasmaler
- Fritz Carl Keller (1908–2008), Schweizer Agraringenieur
- Fritz-Eugen Keller (1941–2018), deutscher Kunsthistoriker

### G
- Gabriela Keller (* 1975), deutsche Journalistin
- Georg Keller (Kupferstecher) (1576–1640), deutscher Kupferstecher, Maler und Radierer
- Georg Keller (Generalmajor) (1862–1944), württembergischer Generalmajor
- Georg Keller (Politiker, 1890) (1890–1975), deutscher Landwirt und Politiker (CNBL, NSDAP), MdL Preußen
- Georg von Keller (1919–2003), deutscher Arzt, Homöopath und Autor
- Georg Keller (Skispringer), Schweizer Skispringer
- Georg Keller (Politiker, 1946) (* 1946), deutscher Politiker (CDU), Bürgermeister von Rickenbach
- Georg Heinrich Keller (1624–1702), deutscher Theologe
- Georg Victor Keller (1760–1827), deutscher Theologe, Ordensgeistlicher und Hochschullehrer, siehe Victor Keller
- George Keller (* 1953), norwegischer Musiker und Komponist
- Georges Keller (1930–2022), Schweizer Physiker, Manager und Rektor einer Fachhochschule
- Georges Frédéric Keller (1899–1981), Brasilianisch-Schweizer Galerist, Kunstsammler und Mäzen
- Géraldine Keller (* 1966), französische Sängerin
- Gerard Keller (1829–1899), niederländischer Schriftsteller und Redakteur
- Gerhard auf dem Keller (1604–1675), deutscher Offizier
- Gerhard Keller (Geologe) (1903–1981), deutscher Geologe und Hochschullehrer
- Gerhard Keller (Maler) (1905–1984), deutscher Maler und Grafiker
- Gerhard Keller (Architekt) (1927–2005), deutscher Architekt und Speerwerfer
- Gerhard Keller (Musiker) (1937–2012), Chorleiter
- Gerhard Keller (Mathematiker) (* 1954), deutscher Mathematiker und Hochschullehrer
- Gerhard Alexander Keller (* 1975), deutscher Maler
- Gerta Keller (* 1945), US-amerikanische Geologin
- Gertrud Villiger-Keller (1843–1908), Schweizer Führerin der Frauenbewegung
- Ginette Keller (1925–2010), französische Komponistin
- Gottfried Keller (Komponist) (um 1650–1704), deutscher Musiker und Komponist
- Gottfried Keller (1819–1890), Schweizer Dichter und Politiker
- Gottfried Keller (Politiker, 1873) (1873–1945), Schweizer Politiker (FDP)
- Gottfried Keller (Bildhauer) (1910–1974), Schweizer Bildhauer
- Greta Keller (1903–1977), österreichische Chansonsängerin
- Guido Keller (1892–1929), italienischer Soldat, Publizist, politischer Abenteurer
- Guido F. Keller (1930–2019), Schweizer Architekt
- Günter Keller (* vor 1964), deutscher Ingenieur und Hochschullehrer
- Gustav von Keller (Politiker) (1805–1897), deutscher Beamter und Politiker
- Gustav von Keller (Jurist) (1816–1889), österreichischer Jurist
- Gustav Keller (Maler) (1860–1911), deutscher Maler, Zeichner und Illustrator
- Gustav Keller (Drucker) (1863–1952), Schweizer Kupferdrucker, topografischer Zeichner und Konservator
- Gustav Keller (Politiker, 1867) (1867–1932), Schweizer Politiker
- Gustav Keller (Psychologe) (* 1950), deutscher Psychologe und Autor
- Guy von Keller (1908–2005), Schweizer Diplomat

### H
- Hagen Keller (* 1937), deutscher Historiker
- Hagen Keller (Fotograf) (* 1968), deutscher Fotograf, Drehbuchautor und Regisseur
- Hal Keller (1927–2012), US-amerikanischer Baseballspieler
- Hannes Keller (Unternehmer) (1934–2022), Schweizer Tauch- und Computerpionier sowie Unternehmer
- Hannes W. Keller (1939–2023), Schweizer Physiker, Unternehmer und Mäzen
- Hanns Keller (1582–1616), deutscher Goldschmied
- Hans Keller (Politiker, I), deutscher Politiker, Bürgermeister von Heilbronn
- Hans von Keller (1852–1916), deutscher Generalleutnant
- Hans Keller (Sänger) (1865–1942), deutscher Opernsänger
- Hans Keller (Maler, 1884) (1884–1983), Schweizer Maler
- Hans Keller (Psychologe) (1887–1944), deutscher Jurist, Psychologe und Hochschullehrer
- Hans Keller (Ingenieur) (1888–1949), Schweizer Ingenieur und Manager
- Hans Keller (Erfinder) (1898–nach 1971), deutscher Fabrikant und Erfinder
- Hans Keller (Politiker, 1903) (1903–1956), deutscher Politiker (NSDAP), Bürgermeister von Detmold
- Hans Keller (Rechtswissenschaftler) (1908–1970), deutscher Völkerrechtler
- Hans Keller (Diplomat) (1908–1999), Schweizer Diplomat
- Hans Keller (Musikwissenschaftler) (1919–1985), britischer Musikwissenschaftler
- Hans Keller (Regierungspräsident) (1920–1992), deutscher Verwaltungsbeamter
- Hans Keller (Maler, 1922) (* 1922), Schweizer Maler und Zeichner
- Hans Keller (Tiermediziner) (1928–2010), Schweizer Tiermediziner und Hochschullehrer
- Hans Keller (Eisschnellläufer) (* 1931), deutscher Eisschnellläufer
- Hans Keller (Eishockeyspieler) (* 1944), Schweizer Eishockeyspieler
- Hans Keller (Journalist) (1945–2022), Schweizer Journalist und Musiker, Mitglied von Geisterfahrer (Band)
- Hans Keller (Fotograf) (* 1959), deutscher Fotograf
- Hans Keller-Acker (1881–1941), Schweizer Agronom und Genossenschaftsfunktionär
- Hans E. Keller (1881–1973), Schweizer Ingenieur
- Hans Emil Keller (1902–1981), Schweizer Lehrer, Turnsportfunktionär und Publizist
- Hans-Erich Keller (1922–1999), Schweizer Romanist und Mediävist
- Hans Gustav Keller (1902–1977), Schweizer Bibliothekar und Historiker
- Hans Heinrich Keller  (1919–1985), britischer Musikwissenschaftler, siehe Hans Keller (Musikwissenschaftler)
- Hans Heinrich Keller (Mathematiker) (1922–2012), Schweizer Mathematiker und Hochschullehrer
- Hans Peter Keller (1915–1989), deutscher Schriftsteller
- Hansruedi Keller (* 1948), Schweizer Radrennfahrer
- Hans-Ulrich Keller (* 1943), deutscher Astronom
- Hans Wilhelm Keller (1897–1980), Schweizer Redakteur und Autor
- Harald Keller (Kunsthistoriker) (1903–1989), deutscher Kunsthistoriker
- Harald Keller (Schachspieler) (* 1955), deutscher Fernschachspieler
- Harald Keller (Journalist) (* 1958), deutscher Journalist und Medienhistoriker
- Harriet Keller-Wossidlo (* 1948), deutsch-schweizerische Fachärztin für Lungen- und Bronchialheilkunde sowie für Pneumologie
- Harry Keller (Filmeditor) (1913–1987), US-amerikanischer Filmeditor, Filmregisseur und -produzent
- Harry Keller (Handballspieler) (* 1955), deutscher Handballspieler
- Heide Keller (1939–2021), deutsche Schauspielerin
- Heidi Keller (* 1945), deutsche Entwicklungspsychologin
- Heinrich Keller (Kalligraf) (1518–1567), Schweizer Kalligraf, Miniaturist und Geistlicher
- Heinrich Keller (Pädagoge) (1728–1802), Schweizer Gehörlosenpädagoge
- Heinrich Keller (Bildhauer) (1771–1832), Schweizer Bildhauer und Schriftsteller
- Heinrich Keller (Kartograf, 1778) (1778–1862), Schweizer Lithograf und Kartograf
- Heinrich Keller (Fabrikant) (1826–1890), deutscher Fabrikant und Politiker, MdL Hessen
- Heinrich Keller (Kartograf, 1829) (1829–1911), Schweizer Kartograf
- Heinrich Keller (Verleger) (1843–1929), Schweizer Drucker, Verleger und Zeitungsherausgeber
- Heinrich Keller (Unternehmer) (1859–1930), Schweizer Ingenieur und Unternehmensgründer
- Heinrich Keller (Mediziner) (1866–1943), österreichischer Kinderarzt und Schriftsteller
- Heinrich Keller (Musiker) (1918–1990), deutscher Hornist und Hochschullehrer
- Heinrich Keller (Politiker) (1940–2025), österreichischer Politiker (SPÖ)
- Heinz Keller (Konservator) (1906–1984), Schweizer Konservator
- Heinz Keller (Chemiker) (1917–2014), deutscher Chemiker
- Heinz Keller (Künstler) (1928–2019), Schweizer Maler, Grafiker, Holzschneider und Lithograf
- Heinz Keller (Sportfunktionär) (* 1942), Schweizer Sportfunktionär und Sportpädagoge
- Heinz Simon Keller (* 1959), Schweizer Schauspieler
- Helen Keller (1880–1968), US-amerikanische Schriftstellerin
- Helen Keller (Sängerin) (* 1945), deutsche Sängerin (Sopran) und Gesangspädagogin
- Helen Keller (Rechtswissenschafterin) (* 1964), Schweizer Rechtswissenschaftlerin
- Helen Donis-Keller, US-amerikanische Genetikerin, Künstlerin und Hochschullehrerin
- Helga Keller (1921–2013), israelische Filmeditorin und Medienwissenschaftlerin
- Helmut Keller (* 1948), österreichischer Dirigent, Pianist und Musikpädagoge
- Henriette Keller-Jordan (1835–1909), deutsche Schriftstellerin
- Henry Keller (1869–1949), US-amerikanischer Maler und Kunstlehrer
- Herbert Keller (Maler) (1900–1976/1979), deutscher Maler
- Herbert Keller (Architekt, 1916) (1916–nach 1980), Schweizer Architekt
- Herbert Keller (Intendant) (1922–1990), deutscher Theaterintendant und Textdichter
- Herbert Keller (Mediziner) (1925–2001), schweizerisch-deutscher Pharmakologe, Mitentwickler von Thalidomid
- Herbert Keller (Mathematiker) (1925–2008), US-amerikanischer Mathematiker
- Herbert Werner Keller (1902–1984), deutscher Architekt und BNaubeamter
- Hermann Keller (Hydrologe) (1851–1924), deutscher Wasserwirtschaftler und Hydrologe
- Hermann Keller (Musikwissenschaftler) (1885–1967), deutscher Kirchenmusiker und Musikwissenschaftler
- Hermann Keller (Tiermediziner) (1936–2011), Schweizer Tiermediziner und Hochschullehrer
- Hermann Keller (Politiker) (1945–2007), Schweizer Politiker (SP)
- Hermann Keller (Komponist) (1945–2018), deutscher Pianist und Komponist
- Hermann Keller (Radsportler) (* 1993), deutscher Radsportler
- Hildegard Elisabeth Keller (* 1960), Schweizer Literaturwissenschaftlerin und Literaturkritikerin
- Hiram Keller (1944–1997), US-amerikanischer Schauspieler
- Holm Keller (* 1967), deutscher Theaterwissenschaftler und Verwaltungswissenschaftler
- Homer Keller (1915–1996), US-amerikanischer Komponist und Musikpädagoge
- Horst Keller (Kunsthistoriker) (1912–2007), deutscher Kunsthistoriker und Museumsdirektor
- Horst Uwe Keller (* 1941), deutscher Astronom und Planetologe
- Hugo Keller (Politiker) (1842–1924), deutscher Arbeiteraktivist und Politiker
- Hugo Keller (Dirigent) (1887–1948), Schweizer Gesangslehrer, Dirigent und Chorgründer
- Hugo Keller (Tiermediziner) (1893–1966), deutscher Tiermediziner und Hochschullehrer
- Hugo Keller (Physiker) (* 1949), Schweizer Physiker und Hochschullehrer
- Hugo Hans Keller (1887–1944), deutscher Jurist, Psychologe und Hochschullehrer für Pädagogische Psychologie

### I
- Ines Keller (* 1964), sorbische Ethnologin
- Inge Keller (1923–2017), deutsche Schauspielerin
- Irene Keller (* 1950), Schweizer Politikerin (FDP)
- Isaak Keller (Isaak Cellarius; 1530–nach 1580), Schweizer Mediziner und Hochschullehrer
- Isabella Keller (* 1953), Schweizer Weitspringerin und Sprinterin
- Isabelle Keller (* 1952), Schweizer Sprinterin
- Ivonne Keller (* 1970), deutsche Schriftstellerin

### J
- Jack Keller (Leichtathlet) (1911–1978), US-amerikanischer Hürdenläufer
- Jack Keller (Zeichner) (1922–2003), US-amerikanischer Comiczeichner
- Jack Keller (Songwriter) (1936–2005), US-amerikanischer Songwriter
- Jack Keller (Pokerspieler) (1942–2003), US-amerikanischer Pokerspieler
- Jakob Keller (Theologe) (1568–1631), deutscher Theologe und Schriftsteller
- Jakob Keller (Politiker, I), deutscher Politiker, MdL Bayern
- Jakob Keller (Politiker, 1873) (1873–1961), deutscher Richter und Politiker (Zentrum), MdL Hessen
- Jakob Keller (Sänger) (1911–1992), Schweizer Opernsänger (Bass)
- Jakob Keller-Ris (1851–1925), Schweizer Lehrer, Heimatforscher und Bibliothekar
- Jan Keller (Soziologe) (* 1955), tschechischer Soziologe, Publizist, Umweltaktivist und Politiker
- Jan Keller (Handballspieler) (* 1982), Schweizer Handballspieler
- Jan Keller (Radsportler) (* 1991), Schweizer Radrennfahrer
- Jasmine Keller-Hämmerle (* 1966), österreichische Triathletin
- Jean Keller (Architekt) (1844–1921), deutscher Architekt
- Jean Keller (Leichtathlet) (1905–1990), französischer Mittelstreckenläufer
- Jeanette Keller (1806–1871), deutsche Schauspielerin
- Jeffrey Keller (* 1989), deutscher Eishockeyspieler
- Jens Keller (* 1970), deutscher Fußballspieler
- Jerry Keller (* 1937), US-amerikanischer Sänger und Songschreiber
- Jim Keller, US-amerikanischer Mikroprozessor-Ingenieur
- Joachim Keller (* 1967), deutscher Fußballspieler
- Joachim Martin Keller (1723–1804), deutscher Glockengießer
- Joan Keller Stern (* 1944), US-amerikanische Filmproduzentin und Filmschauspielerin
- Joël Keller (* 1995), Schweizer Fußballspieler
- Johann Keller (Propst) (1601–1679), deutscher Geistlicher
- Johann Keller (Politiker) (1811–1892), deutscher Schultheiß und Mitglied des Nassauischen Kommunallandtags
- Johann Balthasar Keller (1638–1702), Schweizer Goldschmied und Erzgießer
- Johann Baptist von Keller (1774–1845), deutscher Geistlicher, Bischof von Rottenburg
- Johann Christoph Keller (1732–1801), deutscher Baumeister
- Johann Christoph Keller (Maler) (1737–1795), deutscher Maler, Zeichner, Kupferstecher und Verleger
- Johann Evangelist Keller (1824–1910), deutscher Bürgermeister und Politiker (NLP), MdR
- Johann Georg Wilhelm von Keller (1710–1785), deutscher Generalleutnant
- Johann Heinrich Keller (1627–1708), Schweizer Kunsttischler
- Johann Heinrich Keller (Maler) (1692–1765), Schweizer Maler
- Johann Heinrich Gustav Keller (1863–1952), Schweizer Zeichner, Verleger und Konservator
- Johann Jakob Keller (Erzgiesser) (1635–1700), Schweizer Goldschmied und Erzgießer
- Johann Jakob Keller (Bildhauer) (1665–1747), Schweizer Kunstschreiner und Bildhauer
- Johann Jakob Keller (Politiker) (1823–1903), Schweizer Unternehmer und Politiker
- Johann Jakob Keller (Bierbrauer) (1847–1914), Schweizer Bierbrauer und Politiker
- Johann Josef Keller (1870–1926), deutscher Unternehmer
- Johann Konrad Keller (* 1944), deutscher Jurist, Verwaltungsbeamter und Politiker (SPD)
- Johann Martin Keller (1703–1766), Schweizer Oberst
- Johann Michael Keller der Ältere (1687–1735), deutscher Baumeister
- Johann Michael Keller der Jüngere (1721–1794), deutscher Baumeister
- Johann Michael Claudius Keller (1800–1865), deutscher Kirchenmusiker
- Johann Wilhelm Keller (1794–1885), deutscher Theologe und Pfarrer
- Johann Keller (Maler) (1908–2006), Maler
- Johanna Keller (1902–1991), Schweizer Bildhauerin
- Johannes Keller (Politiker, 1537) (1537–1601), Schweizer Patrizier und Politiker, Bürgermeister von Zürich
- Johannes Keller (Instrumentenbauer) (1593–1635), deutscher Lautenbauer
- Johannes Keller (Politiker, 1802) (1802–1877), Schweizer Mediziner und Politiker
- Johannes Keller (Politiker, 1822) (1822–1870), deutscher Politiker, MdL Württemberg
- Johannes Keller (Mediziner) (1899–1970), deutscher Urologe und Archivar
- Johannes Keller (Germanist) (* 1968), Schweizer Germanist und Hochschullehrer
- Johannes Keller (Dialogregisseur), Dialogregisseur
- Johannes Emil Keller (1879–1953), Schweizer Sektengründer und Autor
- Johannes Martin Keller (1766–1829), deutscher Politiker, MdL Hessen
- Jörg Keller (Bildschnitzer) (vor 1497–1522), Schweizer Bildschnitzer
- Jörg Keller (Vulkanologe) (* 1938), deutscher Vulkanologe
- Jörg Achim Keller (* 1966), deutscher Jazzmusiker
- Josef von Keller (1841–1897), österreichischer Botaniker
- Josef Keller (Bildhauer) (1849–??), deutscher Bildhauer
- Josef Keller (Richter) (1861–1937), deutscher Richter
- Josef Keller (Politiker, 1873) (1873–1961), deutscher Politiker (Zentrum), MdL Württemberg
- Josef Keller (Konditor) (1887–1981), deutscher Konditor
- Josef Keller (Archäologe) (1902–1982), deutscher Prähistoriker
- Josef Keller (Pfarrer) (1910–2000), deutscher katholischer Theologe, Historiker, Linguist und Heimatforscher
- Josef Keller (Maler) (1923–1964), Schweizer Maler und Zeichner
- Josef Keller (Germanist) (* 1942), deutscher Literaturwissenschaftler
- Josef Keller (Politiker, 1947) (* 1947), Schweizer Politiker
- Josef Keller (Politiker, 1949) (* 1949), deutscher Politiker
- Josef Clemens Keller (1867–1926), deutscher Maler
- Josef W. Keller-Kühne (1902–1991), deutscher Maler
- Josefine Keller (* 2003), deutsche Schauspielerin
- Joseph Keller (Maler) (1740–1823), deutscher Maler
- Joseph von Keller (1811–1873), deutscher Kupferstecher
- Joseph Keller (Politiker) (1853–1900), deutscher Politiker
- Joseph Anton Keller (1840–1916), deutscher katholischer Priester, Publizist und Herausgeber
- Joseph B. Keller (1923–2016), US-amerikanischer Mathematiker
- Jozsef Keller (* 1965), ungarischer Fußballspieler
- Judith Keller (Entwicklungshelferin) (* 1946), Schweizer Entwicklungshelferin in Indien
- Judith Keller (Schauspielerin) (* 1961), Schweizer Schauspielerin, Musikerin und Regisseurin
- Judith Keller (Schriftstellerin) (* 1985), Schweizer Schriftstellerin
- Julia Keller, US-amerikanische Schriftstellerin, Journalistin und Hochschullehrerin
- Julia Liliane Keller (1903–1995), österreichische Kinderbuchautorin
- Julius Keller (Maler) (um 1825–1899), deutscher Maler, Stahl- und Kupferstecher
- Julius Keller (1847–1911), deutscher Philologe
- Julius Keller (Ingenieur) (1897–1970), Schweizer Bauingenieur
- Julius Talbot Keller (1890–1946), Jurist, Landwirt und expressionistischer Lyriker
- Justin Keller (* 1986), kanadischer Eishockeyspieler

### K
- Karin Keller, Geburtsname von Karin Strempel (* 1961), deutsche Politikerin (CDU)
- Karin Keller-Sutter (* 1963), Schweizer Politikerin (FDP)
- Karl Keller (Komponist) (1784–1855), deutscher Musiker und Komponist
- Karl Keller (Pfarrer) (1798–1873), deutscher Pfarrer und Politiker, MdL Preußen
- Karl Keller (Maler) (1823–1904), deutscher Maler
- Karl Keller (Ingenieur) (1839–1928), deutscher Ingenieur, Maschinenbaumechaniker und Hochschullehrer
- Karl Keller (Tiermediziner) (Karl Ludwig Adam Keller; 1879–1944), österreichischer Tiermediziner und Biogenetiker
- Karl Keller (Politiker, 1879) (1879–1952), deutscher Politiker, Oberbürgermeister von Gießen
- Karl Keller (Politiker, III), baltendeutscher Politiker (DbDP)
- Karl Keller (Architekt, 1894) (1894–1986), Schweizer Architekt
- Karl Keller (Autor) (1914–1987), deutscher Arzt und Mundartautor
- Karl Keller (Heimatforscher) (1917–2003), deutscher Lehrer und Heimatforscher
- Karl Keller (Architekt, 1920) (1920–2000), Schweizer Architekt und Denkmalpfleger
- Karl Keller, Pseudonym von Carlos Kleiber (1930–2004), österreichischer Dirigent
- Karl Keller-Tarnuzzer (1891–1973), Schweizer Archäologe und Konservator
- Karl Alexander Keller (1868–1939), deutschbaltischer Pastor, Politiker und Publizist
- Karl F. Keller (Karl Franz Keller; 1915–2016), deutscher Kapellmeister, siehe Hofer Symphoniker
- Karlheinz Keller (1921–2012), deutscher Jurist und Richter
- Karl Oskar Keller (1877–1942), deutscher Jurist und Staatsanwalt
- Kasey Keller (* 1969), US-amerikanischer Fußballspieler
- Katharina von Keller (* 1982), deutsche Synchronsprecherin
- Katja Keller (* 1970), deutsche Schauspielerin
- Katrin Keller (* 1962), deutsche Pädagogin und Historikerin
- Kent E. Keller (1867–1954), US-amerikanischer Politiker
- Kilian Keller (Politiker) (1839–1908), deutscher Landwirt und Politiker (NLP)
- Kilian Keller (Eishockeyspieler) (* 1993), deutscher Eishockeyspieler
- Klaus Keller (Grafiker) (* 1962), österreichischer Grafiker und Designer
- Klaus Heinrich Keller (1938–2018), deutscher Maler
- Klete Keller (* 1982), US-amerikanischer Schwimmer
- Konrad Keller (1876–1952), Schweizer Textilunternehmer, Landwirt, Gemeindepräsident, Kantonsrat und Regierungsrat
- Konrad Keller-Egg (1836–1892), Schweizer Bankier
- Konstantin Keller (1778–1864), österreichischer Pomologe
- Krista Keller (auch Christa Keller; 1931–1988), deutsche Schauspielerin
- Kurt Keller-Nebri (1874–1946), Schauspieler

### L
- Lara Keller (* 1991), Schweizer Fußballspielerin
- Laurent Keller (* 1961), Schweizer Evolutionsbiologe
- Lea Keller (* 1990), Schweizer Unihockeyspielerin
- Leo Keller (1482–1542), Schweizer Reformator, siehe Leo Jud
- Leo Keller (Architekt) (1895–1966), österreichischer Architekt
- Leodegar Keller (1642–1722), Schweizer Politiker
- Leonhard Keller (* 1952), deutscher Landwirt
- Lilly Keller (1929–2018), Schweizer Künstlerin
- Lilo Keller (* 1946), Schweizer Musikerin und Klavierlehrerin
- Lina Keller (* 2000), deutsche Schauspielerin
- Lorose Keller (1932–2016), deutsche Schauspielerin, Sängerin, Schriftstellerin und Malerin
- Lothar Keller (* 1965), deutscher Fernsehjournalist
- Ludwig von Keller (1760–1835), deutscher Politiker, preußischer Landrat
- Ludwig Keller (Politiker) (?–1853), deutscher Politiker, MdL Bayern
- Ludwig Keller (Jurist) (1839–1911), deutscher Jurist und Politiker
- Ludwig Keller (Archivar) (1849–1915), deutscher Archivar
- Ludwig Keller (Maler) (1865–1925), deutscher Maler
- Ludwig Keller (Politiker, 1888) (1888–1950), deutscher Politiker (SPD)
- Ludwig Keller (Anatom) (1910–nach 1976), deutscher Anatom und Hochschullehrer
- Luisa Keller (* 2001), deutsche Volleyballspielerin
- Luise Keller (* 1984), deutsche Radrennfahrerin
- Luzius Keller (* 1938), Schweizer Romanist, Übersetzer und Hochschullehrer

### M
- Manuela Keller-Schneider (* 1959), Schweizer Erziehungswissenschaftlerin und Hochschullehrerin
- Maik Keller (* 1972), deutscher General
- Marc Keller (* 1968), französischer Fußballspieler
- Marcel Keller (* 1960), deutscher Bühnenbildner und Regisseur
- Marcello Sorce Keller (* 1947), schweizerisch-italienischer Musiker, Musikhistoriker und Musikethnologe
- Margarete Dambeck-Keller (1908–1952), deutsche Textildesignerin
- Maria Keller (1905–1998), deutsche Künstlerin
- Maria Keller (Sportlerin) (1893–1990), österreichische Sportlerin
- Mariann Keller-Beutler (1941–2022), Schweizer Politikerin (Grüne)
- Marianne Binder-Keller (* 1958), Schweizer Politikerin (CVP)
- Marie Keller-Hermann (1868–1952), österreichische Malerin
- Marion Keller (1910–1998), deutsche Journalistin
- Mark Keller (Schauspieler) (* 1965), deutscher Schauspieler, Regisseur und Sänger
- Mark Keller (Filmkomponist), US-amerikanischer Filmkomponist und Schauspieler
- Markus Keller (Theaterleiter) (* 1947), Schweizer Theaterleiter, Regisseur und Autor
- Markus Keller (Ökotrophologe) (* 1966), deutscher Ernährungswissenschaftler und Hochschullehrer
- Markus Keller (Triathlet) (* 1967), Schweizer Triathlet
- Markus Keller (Snowboarder) (* 1982), Schweizer Snowboarder
- Markus Keller (Eishockeyspieler) (* 1989), deutscher Eishockeytorwart und -funktionär
- Martha Keller-Kiefer (1901–1989), Schweizer Malerin, Zeichnerin und Illustratorin
- Martha Baer-Keller (Neri; 1903–1987), Schweizer Kindergärtnerin und Puppenspielerin
- Marthe Keller (* 1945), Schweizer Schauspielerin
- Martin Keller (Mikrobiologe) (* 1964/1965), deutscher Mikrobiologe
- Martin Keller (Agronom) (* 1970), Schweizer Agronom
- Martin Keller (Leichtathlet) (* 1986), deutscher Leichtathlet
- Martina Keller (* 1955), deutsche Sprachwissenschaftlerin, siehe Martina Emsel
- Martina Keller (Journalistin) (* 1960), deutsche Wissenschaftsjournalistin
- Martina Keller (* 1962), deutsche Schachspielerin, siehe Martina Beltz
- Marvin Keller (* 2002), Schweizer Fußballtorhüter
- Mary Kenneth Keller (1913–1985), US-amerikanische Informatikerin
- Mary Page Keller (* 1961), US-amerikanische Schauspielerin
- Mathilde von Keller (1853–1945), Hofdame von Auguste Viktoria, Königin von Preußen
- Matthias Keller (Journalist) (* 1956), deutscher Musikjournalist, Pianist und Komponist
- Matthias Keller (Volleyballspieler) (* 1963), deutscher Volleyballspieler
- Matthias Keller (Synchronsprecher) (* 1970), deutscher Musiker, Sänger und Synchronsprecher
- Matthias Keller (Fußballspieler) (* 1974), deutscher Fußballspieler
- Max Keller (Komponist) (1770–1855), deutscher Komponist und Organist
- Max Keller (Politiker) (1883–1969), deutscher Verwaltungsjurist und Politiker, Bürgermeister von Freiburg
- Max Keller (Maler) (1916–1982), Schweizer Maler
- Max Keller (Jurist) (1924–2003), Schweizer Rechtswissenschaftler und Autor
- Max Keller (Lichtgestalter) (* 1945), Schweizer Lichtgestalter
- Max E. Keller (* 1947), Schweizer Komponist und Musiker
- Max Leo Keller (1897–1956), Schweizer Ingenieur und Politiker
- Maximilian Keller (1880–1959), deutscher Kunstmaler
- Megan Keller (* 1996), US-amerikanische Eishockeyspielerin
- Meinrad Keller (* 1964), Schweizer Berufsoffizier
- Mitch Keller (Musiker) (* 1973), deutsche Musiker und Singer-Songwriter
- Mitch Keller (Baseballspieler) (* 1996), US-amerikanischer Baseballspieler
- Michael Keller (1843–1894), deutscher Orgelbauer in Limburg/Lahn, siehe Gebrüder Keller
- Michael Keller (Bischof) (1896–1961), deutscher katholischer Theologe, Bischof von Münster
- Michael Keller (Politiker, 1949) (* 1949), deutscher Politiker (SPD)
- Michael Keller (Schachkomponist) (* 1949), deutscher Schachkomponist
- Michael Keller (Schauspieler), deutscher Schauspieler, Regisseur und Hochschullehrer
- Michael Keller (Tontechniker), US-amerikanischer Tontechniker
- Michael Keller (Fußballspieler, 1962) (* 1962), österreichischer Fußballspieler
- Michael Keller (Gestalter) (* 1963), deutscher Gestalter
- Michael Keller (Politiker, 1971) (* 1971), deutscher Politiker (CDU)
- Michael Keller (Musiker), deutscher Musiker und Synchronsprecher
- Michael Keller (Fussballspieler, 1986) (* 1986), Schweizer Fußballspieler
- Michael Keller (Fussballspieler, 1989) (* 1989), Schweizer Fußballspieler

### N
- Nadine Keller (* 2000), Schweizer Tennisspielerin
- Natascha Keller (* 1977), deutsche Hockeyspielerin
- Ney Keller (* 1958), brasilianischer Tennisspieler
- Niklas Keller (* 1981), deutscher Verhaltenswissenschaftler
- Nora Okja Keller (* 1965), US-amerikanische Autorin
- Nuh Ha Mim Keller (* 1954), US-amerikanischer Sufi-Sheikh

### O
- Olaf Keller (1945–2019), deutscher Fußballtorwart und Fußballtrainer
- Olivier Keller (* 1971), Schweizer Eishockeyspieler
- Oscar Keller (1878–1927), US-amerikanischer Politiker
- Oskar Keller (Pharmazeut) (1877–1959), deutscher Pharmazeut und Lebensmittelchemiker
- Oskar von Keller, österreichischer Ministerialbeamter
- Oskar Keller (Sprachforscher) (1889–1945), Schweizer Lehrer, Linguist und Mundartforscher
- Oskar Keller (Maler) (1894–??), deutscher Maler
- Oskar Keller (Geologe) (* 1938), Schweizer Geograph und Geologe
- Ott-Heinrich Keller (1906–1990), deutscher Mathematiker
- Otto Keller (Politiker, 1830) (1830–1907), deutscher Politiker (NLP)
- Otto Keller (Philologe) (1838–1927), deutscher Altphilologe
- Otto Keller (Musikschriftsteller) (1861–1928), österreichischer Musikschriftsteller
- Otto Keller (Architekt) (1861–nach 1929), deutscher Architekt und Herausgeber
- Otto Keller (Ingenieur) (1874–1941), Schweizer Ingenieur
- Otto Keller (Schriftsteller) (1875–1931), deutscher Schriftsteller und Komponist
- Otto Keller (Politiker, 1879) (1879–1947), deutscher Politiker (DVP)
- Otto Keller (Politiker, 1916) (1916–2003), Schweizer Politiker (FDP)
- Otto Keller (Politiker, 1926) (1926–2018), österreichischer Politiker (ÖVP)
- Otto Keller (Germanist) (* 1926), Schweizer Germanist
- Otto Keller (Fußballspieler) (1939–2014), deutscher Fußballspieler
- Otto Keller (Sportschütze) (* 1942), Schweizer Sportschütze
- Otto Keller-Lips (1882–1967), Schweizer Textilindustrieller
- Otto Meyer-Keller (1875–1942), Schweizer Ingenieur und Unternehmer

### P
- Patrick Keller (* 1991), deutscher Synchronsprecher
- Patrick Keller (Radsportler) (* 1985), deutscher Radsportler
- Paul Keller (Schriftsteller) (1873–1932), deutscher Schriftsteller und Publizist
- Paul Keller (Ingenieur) (1879–1951), Schweizer Elektroingenieur
- Paul Keller (Politiker) (1895–1969), deutscher Politiker (GB/BHE, GDP), MdL Baden-Württemberg
- Paul Keller (Rennfahrer) (1938–1998), Schweizer Autorennfahrer
- Paul Keller (Mineraloge) (1940–2022), deutscher Mineraloge und Hochschullehrer
- Paul Rung-Keller (1879–1966), dänischer Komponist, Organist und Glockenexperte
- Paul Anton Keller (1907–1976), österreichischer Schriftsteller
- Paul J. Keller (1936–2017), Schweizer Gynäkologe und Hochschullehrer
- Paul Wilhelm Keller-Reutlingen (1854–1920), deutscher Landschafts- und Genremaler
- Peter Keller (Politiker, 1906) (1906–1985), deutscher Politiker (CDU), MdL Hessen
- Peter Keller (Maler) (* 1932), Schweizer Maler
- Peter Keller (Politiker, 1937) (1937–2024), deutscher Ingenieur und Politiker (CSU), MdB
- Peter Keller (Sänger) (* 1943), Schweizer Opernsänger (Tenor)
- Peter Keller (Autor) (1954–2014), deutscher Sporthistoriker und Autor
- Peter Keller (Fußballspieler) (* 1961), deutscher Fußballspieler
- Peter Keller (Handballspieler), deutscher Handballspieler
- Peter Keller (Musiker) (* 1970), deutscher Gitarrist und Produzent
- Peter Keller (Politiker, 1971) (* 1971), Schweizer Journalist und Politiker (SVP)
- Peter Keller-Rupp (1944–1993), Schweizer Tiermediziner und Pathologe
- Peter F. Keller (* 1949), Schweizer Zeichner, Autor und Lyriker
- Peter Tico Keller (* 1942), Schweizer Musiker
- Philipp Keller (Politiker) (1858–1908), deutscher Landwirt und Politiker, MdR
- Philipp Keller (1891–1973), deutscher Dermatologe und Schriftsteller
- Pius Keller (1825–1904), deutscher Ordensleiter

### R
- Rachel Keller (* 1992), US-amerikanische Schauspielerin
- Rainer Keller (Zoologe) (* 1936), deutscher Zoologe, Tierphysiologe und Hochschullehrer
- Rainer Keller (Jurist) (* 1944), deutscher Jurist
- Rainer Keller (General) (* 1954), deutscher Brigadegeneral
- Rainer Keller (Politiker) (1965–2022), deutscher Politiker (SPD), MdB
- Ralf Keller (* 1963), deutscher Radrennfahrer
- Raphael Keller (* 1973), Schweizer Fußballspieler
- Regine Keller (* 1962), deutsche Landschaftsarchitektin und Hochschullehrerin
- Regine Keller (Fußballspielerin) (* 1957), deutsche Fußballspielerin
- Regula Keller (Nonne) (1497–1573), schweizerische Ordensschwester
- Regula Keller (Schauspielerin), geb. Stern (1894–1980), deutsche Schauspielerin und Ärztin, Tochter von Georg Stern
- Regula N. Keller (* 1970), Schweizer Politikerin
- Reiner Keller (Hydrologe) (1921–1995), deutscher Hydrologe und Geograph
- Reiner Keller (Soziologe) (* 1962), deutscher Soziologe
- Reinhard Keller (* 1945), deutscher Politiker
- Reinhardt Keller (1759–1802), Schweizer Kunsthändler, Maler und Radierer
- Reinier Cornelis Keller (1905–1981), niederländischer Damespieler
- Renard Keller († vor 1686), dänischer Oberst
- René Keller (Jurist) (1900–2003), Schweizer Jurist
- René Keller (Architekt) (1907–1963), Schweizer Architekt
- René Keller (Diplomat) (1914–1997), Schweizer Diplomat
- Rene Keller (Eishockeyschiedsrichter), deutscher Eishockeyschiedsrichter
- René Keller (Rennrodler), deutscher Rennrodler
- Ric Keller (Richard Keller; * 1964), US-amerikanischer Politiker
- Richard Keller (Illustrator) (* 1923), deutscher  Grafiker und Illustrator
- Richard August Keller (1888–1970), deutscher Gymnasiallehrer und Autor
- Richard Charles Keller (* 1969), US-amerikanischer Historiker und Hochschullehrer
- Richard Vincenz Keller (1885–1943), deutscher Maler
- Rick Keller (* 1961), US-amerikanischer Jazzmusiker
- Robert Keller (Musiker) (1828–1891), deutscher Musiker, Arrangeur und Herausgeber
- Robert Keller (Botaniker) (1854–1939), Schweizer Botaniker
- Robert Keller (Politiker, 1885) (1885–1962), österreichischer Politiker, Mitglied des Wiener Gemeinderats und Landtags
- Robert Keller (Maler) (1889–1968), Schweizer Maler
- Robert Keller (Widerstandskämpfer) (1901–1972), deutscher Widerstandskämpfer
- Robert Keller (Biologe) (1922–2004), Schweizer Immunbiologe
- Robert Keller (Politiker, 1938) (* 1938), Schweizer Politiker (SVP)
- Robert Keller (Fußballspieler) (* 1957), deutscher Fußballspieler
- Robert Keller (Jurist) (* 1967), deutscher Jurist und Richter
- Rod Keller (1900–1954), kanadischer Offizier
- Roger Keller (* 1977), Schweizer Basketballspieler
- Roland Keller (1938–2020), Schweizer Arzt und Hochschullehrer
- Rolf Keller (Verleger) (1916–1987), Verleger und Vorsteher des Börsenvereins des Deutschen Buchhandels
- Rolf Keller (Architekt, 1930) (1930–1993), Schweizer Architekt
- Rolf Keller (Jurist) (1935–1998), deutscher Jurist und Hochschullehrer
- Rolf Keller (Architekt, 1946) (* 1946), Schweizer Architekt
- Rolf Keller (Historiker) (* 1956), deutscher Historiker
- Rosa Keller (1852–1912), österreichische Schauspielerin
- Rosemarie Keller (* 1937), Schweizer Schriftstellerin und Journalistin
- Rudi Keller (Denkmalpfleger) (1904–1980), deutscher Historiker und Denkmalpfleger
- Rudi Keller (* 1942), deutscher Linguist
- Rudolf Keller (Biochemiker) (1875–1964), US-amerikanischer Biochemiker, Publizist und Verleger
- Rudolf Keller (Dezernent) (1878–1960), Kulturdezernent der Stadt Frankfurt
- Rudolf Keller (Fußballspieler), deutscher Fußballspieler und -trainer (Kickers Offenbach)
- Rudolf Keller (Architekt) (1895–1970), Schweizer Architekt
- Rudolf Keller (Maler) (1913–1974), Schweizer Maler
- Rudolf Keller (Schachspieler) (1917–1993), deutscher Schachspieler
- Rudolf Keller (Eishockeyspieler) (* 1925), Schweizer Hockey- und Eishockeyspieler
- Rudolf Keller (Politiker) (* 1956), Schweizer Politiker
- Rudolf Kleinfeld-Keller (1888–1972), deutscher Schauspieler
- Rudolf Ernst Keller (1920–2014), Schweizer Germanist
- Rupprecht von Keller (1910–2003), deutscher Diplomat
- Ruth Keller (Autorin) (1925–1997), Schweizer Schriftstellerin
- Ruth Keller, Pseudonym von Ingeborg Bachmann (1926–1973), österreichische Schriftstellerin
- Ruth Keller (Konservatorin) (* 1955), Schweizer Restaurierungs- und Konservierungswissenschaftlerin und Hochschullehrerin
- Ruth Keller (Turnerin) (* 1959), Schweizer Trampolinspringerin
- Ryan Keller (* 1984), kanadischer Eishockeyspieler

### S
- Sabine Keller-Busse (* 1965), schweizerisch-deutsche Bankmanagerin
- Saïda Keller-Messahli (* 1957), tunesisch-schweizerische Romanistin und islamische Menschenrechtsaktivistin
- Sam Keller (* 1966), Schweizer Kurator und Museumsleiter
- Samuel Keller (Pseudonym Ernst Schrill; 1856–1924), deutscher Theologe und Schriftsteller
- Sander Keller (* 1979), niederländischer Fußballspieler
- Sandra Keller (* 1973), deutsche Schauspielerin
- Seraphin Keller (1823–1882), österreichischer Industrieller
- Siegbert Keller (1937–2015), deutscher Architekt und Bauökonom
- Siegmund Keller (1870–1943), deutscher Rechtswissenschaftler sowie Bibliotheksrat
- Simon Peng-Keller (* 1969), Schweizer Theologe
- Simone Keller (* 1980), Schweizer Pianistin
- Ska Keller (Franziska Maria Keller; * 1981), deutsche Politikerin (Bündnis 90/Die Grünen)
- Sonja Keller (* 1984), Schweizer evangelische Theologin
- Sophie Keller (1850–1929), dänische Opernsängerin und Gesangslehrerin
- Stefan Keller (Historiker) (* 1958), Schweizer Schriftsteller, Journalist und Historiker
- Stefan Keller (Unternehmer) (* 1960), Schweizer Journalist, Autor und Unternehmer
- Stefan Keller (Schriftsteller) (* 1967), deutscher Schriftsteller
- Stefan Keller (Komponist) (* 1974), Schweizer Komponist
- Stephan Keller (Diplomat) (* 1946), deutscher Diplomat
- Stephan Keller (Politiker) (* 1970), deutscher Verwaltungsjurist und Politiker (CDU), Oberbürgermeister von Düsseldorf
- Stephan Keller (Fussballspieler) (* 1979), Schweizer Fußballspieler
- Susanne Keller (Künstlerin, 1954) (* 1954), Schweizer Malerin und Grafikerin
- Susanne Keller (Künstlerin, 1980) (* 1980), Schweizer Objektkünstlerin und Fotografin
- Susanne Keller (Badminton) (* 1987), Schweizer Badmintonspielerin
- Susanne Schmid-Keller (* 1956), Schweizer Politikerin (SP)
- Suzanne Keller (1927–2010), US-amerikanische Soziologin
- Sven Keller (* 1976), deutscher Historiker

### T
- Tanja Keller, deutsch-thailändische Schauspielerin, Stuntfrau, Model und Kampfsportlehrerin
- Theo Keller (1901–1980), Schweizer Wirtschaftswissenschaftler und Hochschullehrer
- Theodor Keller (1913–1975), Schweizer Arzt, Sammler und Museumsgründer
- Thomas Keller (Politiker), deutscher Landrat
- Thomas Keller (Maler) (1922–1995), Schweizer Maler, Grafiker und Fasnachtslarven-Gestalter
- Thomas Keller (Ruderer) (1924–1989), Schweizer Ruderer und Sportfunktionär
- Thomas Keller (Germanist) (* 1954), deutsch-französischer Kulturwissenschaftler und Hochschullehrer
- Thomas Keller (Koch) (* 1955), US-amerikanischer Koch, Gastronom und Kochbuchautor
- Thomas Keller (Kameramann), deutscher Kameramann, Drehbuchautor und Regisseur
- Thomas Keller (Wirtschaftsinformatiker) (* 1967), Schweizer Wirtschaftsinformatiker und Hochschullehrer
- Thomas Keller, erster Präsident des World Games Council
- Thomas Keller (Tubist) (* 1975), deutscher Tubist
- Thomas Keller (Pokerspieler) (* 1980), US-amerikanischer Pokerspieler
- Thomas Keller (Eishockeyspieler) (* 1987), Schweizer Eishockeyspieler
- Thomas Keller (Fußballspieler) (* 1999), deutscher Fußballspieler
- Tiberius Keller (1792–1851), württembergischer Landtagsabgeordneter
- Timothy Keller (1950–2023), US-amerikanischer Pastor und Theologe
- Tina Keller Jenny (1887–1985), Schweizer Ärztin und Psychotherapeutin
- Tino Keller (* 1981), deutscher Unternehmer
- Tobias Keller (* 1964), deutscher Politiker (AfD)
- Tom Keller (* 1985), Schweizer Filmemacher und Kameramann
- Tomo Keller (* 1974), deutscher Violinist
- Tony Keller (1937–2023), Schweizer Physiker, Pionier der NMR-Spektroskopie
- Tore Keller (1905–1988), schwedischer Fußballspieler
- Traugott Keller (1886–1935), Schweizer Maler und Zeichenlehrer

### U
- Udo Keller (1941–2012), deutscher Unternehmer und Stifter
- Ulrich Keller (Kunsthistoriker) (* 1944), deutscher Kunsthistoriker und Hochschullehrer
- Ulrich Keller (Rechtspfleger) (* 1969), deutscher Rechtspfleger und Hochschullehrer
- Urs Peter Keller (* 1945), Schweizer Künstlermanager und Musikproduzent
- Ursula Keller (Dramaturgin) (* 1940), deutsche Dramaturgin
- Ursula Keller (Physikerin) (* 1959), Schweizer Physikerin
- Ursula Keller (Autorin) (* 1964), deutsche Autorin und Übersetzerin
- Uwe Keller (* 1962), deutscher Schauspieler

### V
- Verena Keller (Sängerin) (* 1942), deutsche Opernsängerin (Mezzosopran)
- Verena Keller (Schriftstellerin) (* 1945), Schweizer Schriftstellerin
- Véréna Keller (* 1952), Schweizer Sozialarbeiterin
- Verena Keller (Biologin) (* 1956), Schweizer Biologin
- Veronika Keller-Engels (* 1972), deutsche Juristin und Präsidentin des deutschen Bundesamts für Justiz
- Victor Keller (Georg Victor Keller; 1760–1827), deutscher Theologe, Ordensgeistlicher und Hochschullehrer
- Virginia Keller (* 1955), deutsche Fußballspielerin

### W
- Walter Keller (Schriftsteller) (1882–1966), Schweizer Schriftsteller und Übersetzer
- Walter Keller (Mediziner, 1894) (1894–1967), deutscher Kinderarzt
- Walter Keller (Fußballspieler), deutscher Fußballspieler
- Walter Keller (Maler) (1901–1994), Schweizer Maler, Zahnarzt und Maschineningenieur
- Walter Keller (Operettentenor), Theaterdirektor
- Walter Keller (Leichtathlet), Schweizer Leichtathlet
- Walter Keller (Eishockeyspieler) (* 1933), Schweizer Eishockeyspieler
- Walter Keller (Landrat) (1934–2023), deutscher Verwaltungsjurist
- Walter Keller (Mediziner, 1938) (1938–2023), deutscher Molekularbiologe
- Walter Keller (Verleger) (1953–2014), Schweizer Verleger
- Walter Keller-Löwy (1933–1998), Schweizer Musikalienhändler und Verlagsgründer
- Walter Keller-Schierlein (* 1922), Schweizer Chemiker
- Walter Alvares Keller (1908–1965), Schweizer Schriftsteller
- Walter E. Keller (1946–2010), deutscher Journalist und Verleger
- Walter J. Keller (1919–1979), Präsident der Schweizerischen Stiftung für aktiven Umweltschutz
- Walter Traugott Keller (1890–1954), auch W.T. Keller, Schweizer Geologe
- Walther Keller (1864–1952), deutscher Verleger
- Werner Keller (Autor) (1909–1980), deutscher Sachbuchautor
- Werner Keller (Germanist) (1930–2018), deutscher Germanist und Literaturwissenschaftler
- Werner Keller (Musiker) (Wieni Keller) (1934–2020), Schweizer Jazzmusiker und Unternehmer
- Werner Keller (Politiker) (1937–2020), Schweizer Politiker (FDP)
- Wilfried Keller (1918–1991), deutscher Vertriebenenpolitiker (WAV, GB/BHE)
- Wilhelm Keller (Architekt, 1823) (1823–1888), Schweizer Architekt
- Wilhelm Keller (Politiker, 1839) (1839–nach 1899), deutscher Politiker (NLP), MdL Baden
- Wilhelm Keller (Politiker, 1866) (1866–1941), österreichischer Politiker (DNP)
- Wilhelm Keller (Architekt, 1872) (1872–1940), Schweizer Architekt
- Wilhelm Keller (Architekt, III), deutscher Architekt
- Wilhelm Keller (Philosoph) (1909–1987), Schweizer Philosoph und Psychologe
- Wilhelm Keller (Komponist) (1920–2008), österreichischer Komponist, Musiker, Musikpädagoge und Hochschullehrer
- Willi Keller (Maler, 1942) (* 1942), Schweizer Maler
- Willi Keller (Maler, 1944) (* 1944), Schweizer Maler, Grafiker und Dichter
- Willi Keller (Journalist) (* 1952), deutscher Journalist und Sagenforscher
- Willy Keller (Radsportler), deutscher Radrennfahrer
- Willy Keller (Theaterregisseur) (Karl Wilhelm Keller; 1900–1979), deutscher Theaterregisseur, Journalist und Übersetzer
- Willy Keller (Archivar) (Wilhelm Emanuel Keller-Hitz; 1911–1990), Schweizer Archivar und Historiker
- Wittigo Keller (* 1947), österreichischer Kulturanthropologe
- Wolfgang Keller (1873–1943), deutscher Philologe und Hochschullehrer

### Y
- Yves Keller  (* 1984), Schweizer Radiomoderator, Comedian und Bauchredner siehe: Chäller

### Z
- Zsolt Balkanyi-Keller (* 1975), Schweizer Historiker mit dem Schwerpunkt Jüdische Geschichte